# Luke Evans (basket-ball)
Pour les articles homonymes, voir Evans et Luke Evans (homonymie).
Luke Evans, né le 16 mars 1991 à Oceanside (Californie) en Californie, est un joueur américain de basket-ball.

## Palmarès

### Distinctions personnelles
- 2x NBDL Scoring leader (2014-16)